# 閻迺竹
閻迺竹（?—?），字成叔，陝西省同州府朝邑縣（今属大荔县）人，清朝政治人物。

## 生平
光緒九年（1883年），参加癸未科殿試，登進士二甲85名。同年五月，改翰林院庶吉士。光緒十二年四月，散館，俱著以部属用。任禮部主事，出爲山西候補道。曾任陝西商務總會總理。
父閻敬銘。